# Exakte Sequenz
Der Begriff der exakten Sequenz oder exakten Folge spielt eine zentrale Rolle im mathematischen Teilgebiet der homologischen Algebra. Besonders wichtig sind die kurzen exakten Sequenzen.

## Definition
Eine Sequenz
{\displaystyle A'\longrightarrow A\longrightarrow A''}
von Objekten und Morphismen in einer geeigneten Kategorie
heißt exakt an der Stelle {\displaystyle A}, wenn
{\displaystyle \mathrm {im} (A'\to A)=\ker(A\to A'')}
gilt, d. h. wenn das Bild eines Pfeils gleich dem Kern des nächsten ist. Eine längere Sequenz
{\displaystyle A_{1}\longrightarrow A_{2}\longrightarrow A_{3}\longrightarrow A_{4}\longrightarrow A_{5}}
heißt exakt, wenn sie exakt an den Stellen {\displaystyle A_{2}}, {\displaystyle A_{3}} und {\displaystyle A_{4}} ist (analog für kürzere oder längere Sequenzen).
Geeignet in diesem Sinne ist eine Kategorie offenbar nur dann, wenn sinnvoll von Kern und Bild gesprochen werden kann.
Dies ist der Fall für alle abelschen Kategorien, aber auch beispielsweise für die Kategorie Grp der Gruppen und Gruppenhomomorphismen.

## Beispiele
- Ist {\displaystyle f\colon A'\to A} ein Homomorphismus zwischen abelschen Gruppen, dann ist {\displaystyle \operatorname {im} (A'\to A)=\operatorname {Bild} (f):=\{f(a')|a'\in A'\}} und {\displaystyle \operatorname {ker} (A'\to A)=\operatorname {Kern} (f):=\{a'|a'\in A',f(a')=0\}}. Die Folge {\displaystyle A'{\overset {f}{\longrightarrow }}A{\overset {g}{\longrightarrow }}A''} ist daher exakt an der Stelle {\displaystyle A}, wenn {\displaystyle \operatorname {Bild} (f)=\operatorname {Kern} (g)} ist.
- Eine Sequenz {\displaystyle 0\longrightarrow A'\;{\overset {f}{\longrightarrow }}\;A} ist genau dann exakt, wenn {\displaystyle f\colon A'\to A} ein Monomorphismus, d. h. injektiv ist. Unter Verwendung eines Hakenpfeils kann dies auch mit 2 Termen geschrieben werden:{\displaystyle A'\;{\overset {f}{\hookrightarrow }}\;A}
- Eine Sequenz

{\displaystyle A\;{\overset {g}{\longrightarrow }}\;A''\longrightarrow 0} ist genau dann exakt, wenn {\displaystyle g\colon A\to A''} ein Epimorphismus, d. h. surjektiv ist. Unter Verwendung eines Zweispitzenpfeils kann dies auch mit 2 Termen geschrieben werden:
{\displaystyle A\;{\overset {g}{\twoheadrightarrow }}\;A''}
- Für jeden Homomorphismus {\displaystyle f\colon A\to B} von Vektorräumen (abelschen Gruppen, Moduln, jeden Morphismus einer abelschen Kategorie) existiert eine exakte Sequenz, wie folgt:

{\displaystyle 0\longrightarrow \ker f\longrightarrow A\longrightarrow B\longrightarrow \mathrm {coker} \,f\longrightarrow 0}
In Grp ist die Sequenz jedoch bei {\displaystyle B} nur exakt, wenn das Bild von {\displaystyle f} ein Normalteiler in {\displaystyle B} ist. Auch in additiven, aber nicht abelschen Kategorien ist die Exaktheit nicht notwendigerweise gegeben. Dabei bezeichnet {\displaystyle \operatorname {coker} f} den Kokern von {\displaystyle f}.
- Für eine Gruppe {\displaystyle G} seien
  - {\displaystyle Z(G)\,} das Zentrum,
  - {\displaystyle \mathrm {Aut} \,G} die Gruppe der Automorphismen,
  - {\displaystyle \mathrm {Inn} \,G} die Gruppe der inneren Automorphismen und
  - {\displaystyle \mathrm {Out} \,G=\mathrm {Aut} \,G/\mathrm {Inn} \,G} die Gruppe der äußeren Automorphismen

von {\displaystyle G}. Dann ist die Sequenz
{\displaystyle 1\longrightarrow Z(G)\longrightarrow G\longrightarrow \mathrm {Aut} \,G\longrightarrow \mathrm {Out} \,G\longrightarrow 1}
exakt. Der mittlere Pfeil ist dabei durch
{\displaystyle g\mapsto (h\mapsto ghg^{-1})\in \mathrm {Inn} \,G\subseteq \mathrm {Aut} \,G}
gegeben.

## Kurze exakte Sequenzen

### Definition
Eine exakte Sequenz der Form
{\displaystyle 0\longrightarrow A'\longrightarrow A\longrightarrow A''\longrightarrow 0}
heißt kurze exakte Sequenz.

### Zerfallende kurze exakte Sequenzen
Eine kurze exakte Sequenz zerfällt, wenn
{\displaystyle A\to A''} einen Schnitt hat. Vereinzelt wird anstatt zerfällt auch die Bezeichnung spaltet auf benutzt, die auf eine nicht ganz korrekte Übersetzung des englischen Begriffs split zurückzuführen ist.
In einer additiven Kategorie folgt hieraus auch, dass {\displaystyle A'\to A} eine Retraktion hat,
dass die entstehende Sequenz
{\displaystyle 0\longleftarrow A'\longleftarrow A\longleftarrow A''\longleftarrow 0}
ebenfalls exakt ist und dass diese Sequenzen isomorph zu
{\displaystyle 0\longrightarrow A'\longrightarrow A'\oplus A''\longrightarrow A''\longrightarrow 0}
bzw.
{\displaystyle 0\longleftarrow A'\longleftarrow A'\oplus A''\longleftarrow A''\longleftarrow 0}
sind.
Zerfällt eine kurze exakte Sequenz in der Kategorie der Gruppen, ergibt sich daraus lediglich
eine Operation von {\displaystyle A''} auf {\displaystyle A'}, und
dass {\displaystyle A} semidirektes Produkt von {\displaystyle A'} und {\displaystyle A''}
bezüglich dieser Operation ist. Beispielsweise ist die zyklische Gruppe {\displaystyle \mathbb {Z} /3\mathbb {Z} } Untergruppe der symmetrischen Gruppe {\displaystyle S_{3}}, woraus sich die kurze exakte Sequenz
{\displaystyle 0\longrightarrow \mathbb {Z} /3\mathbb {Z} \longrightarrow S_{3}\longrightarrow \mathbb {Z} /2\mathbb {Z} \longrightarrow 0}
ergibt; indem man das nicht-neutrale Element der {\displaystyle \mathbb {Z} /2\mathbb {Z} } auf ein Element der Ordnung 2 in {\displaystyle S_{3}} abbildet, erhält man eine Spaltung.

### Aufteilung einer langen exakten Sequenz
Jede lange exakte Folge lässt sich in kurze exakte Folgen zerlegen, indem man Kerne und Kokerne einfügt: Ist
{\displaystyle A_{1}\longrightarrow A_{2}\longrightarrow A_{3}\longrightarrow A_{4}\longrightarrow A_{5}}
eine exakte Sequenz, so sei
{\displaystyle Z_{n}:=\ker(A_{n}\to A_{n+1})=\mathrm {im} (A_{n-1}\to A_{n})=\mathrm {coker} (A_{n-2}\to A_{n-1}).}
Dann gibt es kurze exakte Sequenzen
{\displaystyle 0\longrightarrow Z_{n}\longrightarrow A_{n}\longrightarrow Z_{n+1}\longrightarrow 0.}
Ist {\displaystyle (A_{*})} ein Kettenkomplex, so ist die Exaktheit all dieser kurzen Sequenz äquivalent zur Exaktheit der langen Sequenz.

### Erweiterungen
Im Kontext einer kurzen exakten Sequenz
{\displaystyle 0\longrightarrow A'\longrightarrow A\longrightarrow A''\longrightarrow 0}
sagt man auch, dass {\displaystyle A} eine Erweiterung von {\displaystyle A''} durch {\displaystyle A'} ist.
Ist zum Beispiel {\displaystyle N} ein Normalteiler in der Gruppe {\displaystyle G} und {\displaystyle G/N} die Faktorgruppe, so erhält man eine kurze, exakte Sequenz
{\displaystyle 0\longrightarrow N\longrightarrow G\longrightarrow G/N\longrightarrow 0},
wobei der zweite Pfeil die Einbettung von {\displaystyle N} in {\displaystyle G} und der dritte die Quotientenabbildung ist. Damit ist {\displaystyle G} eine Erweiterung von {\displaystyle N} und {\displaystyle G/N} und man kann die Frage nach einer Klassifikation aller möglichen Erweiterungen von {\displaystyle N} und {\displaystyle G/N} stellen. Entsprechende Fragestellungen erhält man etwa in der Kategorie der Ringe oder Moduln über einem festen Ring. Dies führt zu mathematischen Begriffen wie Ext oder Gruppenkohomologie.